# Bernardo de Arbiza y Ugarte
Bernardo de Arbiza y Ugarte (Cuzco, septiembre de 1692 - Trujillo, actual Perú, 20 de octubre de 1756) fue un abogado, magistrado y clérigo peruano. Oidor decano de la Real Audiencia de Panamá, abandonó la magistratura y se hizo sacerdote. Fue obispo de Cartagena de Indias y de Trujillo (Perú). Promovido al arzobispado de Charcas, falleció antes de su nombramiento.

## Biografía
Hijo del capitán Francisco de Arbiza Zabalegui y de la cuzqueña Juliana Ugarte Ordóñez de la Real. Nació en el Cuzco, en los primeros días de septiembre de 1692. Su padre era natural de la villa de Hernani, en la provincia de Guipúzcoa en España (a veces su apellido aparece mencionado como Arbizu).
Se trasladó a Lima, donde estudió en el Real Colegio de San Martín y en el Real Colegio de San Felipe y San Marcos. Ingresó a la Universidad de San Marcos, donde se graduó de doctor en Leyes y Cánones. Se recibió de abogado ante la Real Audiencia de Lima y pasó a servir en el Tribunal del Santo Oficio como defensor de los presos. Fue también admitido en la plana docente la universidad de San Marcos, como catedrático de Digesto Viejo (1723).
Se trasladó a Panamá, al ser nombrado oidor de la Real Audiencia de dicha ciudad. Pero estando allí renunció a la magistratura para seguir la carrera religiosa.

## Obispo de Cartagena de Indias
Era apenas diácono cuando el rey lo presentó para obispo de Cartagena de Indias. Se ordenó entonces sacerdote y fue preconizado por el papa Benedicto XIV en 1746. Arribó a su sede ese mismo año. Se hizo fama de prelado celoso y caritativo.

## Obispo de Trujillo (Perú)
El 4 de septiembre de 1751 fue promovido a la diócesis de Trujillo, pero tardó en llegar a su sede, pues en el transcurso de su viaje permaneció algún tiempo en Panamá. Por Barbacoas llegó a Quito y de allí pasó a Guayaquil; finalmente tomó posesión de su sede el 21 de enero de 1754.
Su primera resolución fue publicar el jubileo concedido a todo el mundo por  el papa Benedicto XIV en 1750. Ordenó que todos los lunes asistieran los clérigos a conferencias morales. Se preocupó por la refacción de la Catedral de Trujillo. Él mismo enseñaba desde el púlpito de la catedral.
Falleció el 20 de octubre de 1756, sin enterarse de que había sido propuesto para el arzobispado de Charcas. Fue sepultado en la iglesia del Carmen de Trujillo y su corazón fue colocado en la capilla del Sagrario de la catedral.

## Publicaciones
- Informe en derecho en defensa de la justicia sobre la declaratoria de la vacante de un curato en el obispado de Panamá (1743).[2]
- Carta gratulatoria en elogio del sermón sobre las grandezas del poder en la Concepción de María... predicado por el Reverendo Padre Fray Francisco de Soto y Marne (1756).[2]